# Commonwealth Games 2006/Hockey
Bei den Commonwealth Games 2006 in der australischen Metropole Melbourne fand je ein Hockey-Turnier der Damen und Herren statt.
Austragungsort sämtlicher Spiele war das State Netball Hockey Centre.

## Herren

### Vorrunde
Gruppe A
| Neuseeland – England    |  | 3:4 (1:2) |
| Australien – Schottland |  | 5:1 (3:1) |
| Neuseeland – Kanada     |  | 4:1 (2:1) |
| Schottland – England    |  | 1:3 (1:1) |
| Kanada – Australien     |  | 1:5 (0:3) |
| Neuseeland – Schottland |  | 5:0 (1:0) |
| Australien – England    |  | 5:1 (2:0) |
| Kanada – Schottland     |  | 0:2 (0:1) |
| Kanada – England        |  | 1:5 (0:2) |
| Australien – Neuseeland |  | 5:2 (0:0) |

Gruppe B
| Indien – Malaysia               |  | 1:1 (0:1)  |
| Trinidad und Tobago – Südafrika |  | 1:6 (0:5)  |
| Pakistan – Indien               |  | 4:1 (1:1)  |
| Trinidad und Tobago – Malaysia  |  | 0:8 (0:5)  |
| Pakistan – Südafrika            |  | 1:1 (0:0)  |
| Indien – Trinidad und Tobago    |  | 10:1 (4:1) |
| Malaysia – Südafrika            |  | 2:1 (0:1)  |
| Trinidad und Tobago – Pakistan  |  | 1:7 (1:6)  |
| Indien – Südafrika              |  | 2:0 (1:0)  |
| Pakistan – Malaysia             |  | 6:5 (4:2)  |

### Spiel um Platz 9
| Kanada – Trinidad und Tobago |  | 2:0 (2:0) |

### Spiel um Platz 7
| Südafrika – Schottland |  | 1:2 (0:1) |

### Spiel um Platz 5
| Indien – Neuseeland |  | 1:2 (1:0) |

### Halbfinale
| Australien – Malaysia |  | 6:0 (1:0) |
| Pakistan – England    |  | 2:1 (0:0) |

### Spiel um Bronzemedaille
| Malaysia – England |  | 2:0 (1:0) |

### Finale
| Australien – Pakistan |  | 3:0 (1:0) |

### Medaillengewinner
| Platz | Land | Sportler |
| ----- | ---- | --- |
| 1     | AUS  | Travis Brooks, Dean Butler, Liam De Young, Luke Doerner, Jamie Dwyer, Nathan Eglington, Bevan George, Robert Hammond, Aaron Hopkins, Mark Knowles, Michael McCann, Stephen Mowlam, Stephen Lambert, Brent Livermore, Grant Schubert, Matthew Wells                                     |
| 2     | PAK  | Shakeel Abbasi, Nasir Ahmed, Salman Akbar, Zeeshan Ashraf, Tariq Aziz, Rehan Butt, Dilawar Hussain, Muhammad Imran, Mudassar Ali Khan, Adnan Maqsood, Muhammad Saqlain, Muhammad Shabbir, Imram Warsi, Imran Khan Yousafzai, Muhammad Zakir, Muhammad Zubair                           |
| 3     | MAS  | Tengku Ahmad, Rahim Muhamad Amin, Bakar Nor Azlan, Misron Azlan, Megat Termizi Megat Azrafiq, Boon Huat Chua, Abu Ismail, Mohan Jivan, Mohan Jiwa, Nor Mohamed Madzli, Ibrahim Mohamed Nasihin, Kali Logan Raj, Mat Radzi Mohamed Rodzhanizam, Kuham Shanmuganathan, Kumar Subramaniam |

## Damen

### Vorrunde
Gruppe A
| Malaysia – Nigeria     |  | 4:0 (1:0)  |
| Australien – Indien    |  | 4:2 (2:2)  |
| Nigeria – Südafrika    |  | 1:4 (0:2)  |
| Indien – Nigeria       |  | 8:0 (5:0)  |
| Australien – Südafrika |  | 3:0 (1:0)  |
| Malaysia – Indien      |  | 1:6 (0:4)  |
| Australien – Malaysia  |  | 8:0 (4:0)  |
| Südafrika – Indien     |  | 2:2 (2:1)  |
| Nigeria – Australien   |  | 0:12 (0:7) |
| Malaysia – Südafrika   |  | 2:1 (1:0)  |

Gruppe B
| Barbados – Kanada       |  | 0:4 (0:1)  |
| Neuseeland – Schottland |  | 2:1 (1:0)  |
| Kanada – England        |  | 0:5 (0:2)  |
| Barbados – Neuseeland   |  | 0:11 (0:4) |
| England – Schottland    |  | 5:0 (2:0)  |
| Kanada – Neuseeland     |  | 0:3 (0:1)  |
| England – Barbados      |  | 10:0 (3:0) |
| Kanada – Schottland     |  | 1:2 (1:1)  |
| England – Neuseeland    |  | 0:4 (0:1)  |
| Schottland – Barbados   |  | 8:0 (3:0)  |

### Spiel um Platz 9
| Nigeria – Barbados |  | 1:4 (1:1) |

### Spiel um Platz 7
| Kanada – Südafrika |  | 2:5 (0:2) |

### Spiel um Platz 5
| Malaysia – Schottland |  | 0:3 (0:3) |

### Halbfinale
| Australien – England |  | 3:0 (1:0) |
| Neuseeland – Indien  |  | 0:1 (0:0) |

### Spiel um Bronzemedaille
| England – Neuseeland |  | 0:0 * |

* England gewann 3:1 nach Siebenmeterschießen

### Finale
| Australien – Indien |  | 1:0 (0:0) |

### Medaillengewinnerinnen
| Platz | Land | Sportlerinnen |
| ----- | ---- | --- |
| 1     | AUS  | Nicole Arrold, Wendy Beattie, Madonna Blyth, Toni Cronk, Suzie Faulkner, Emily Halliday, Kate Hollywood, Nikki Hudson, Rachel Imison, Kobie McGurk, Rebecca Sanders, Angie Skirving, Karen Smith, Sarah Taylor, Melanie Twitt, Kim Walker        |
| 2     | IND  | Saba Anjum, Kanti Baa Bala, Rajni Bala, Jasjeet Handa, Rajwinder Kaur, Surinder Kaur, Mamta Kharab, Nilima Kujur, Jyoti Sunita Kullu, Asunta Lakra, Sarita Lakra, Sanggai Maimon, Helen Mary, Subhadra Pradhan, Masira Samuel-Surin, Sumrai Tete |
| 3     | ENG  | Jennie Bimson, Mel Clewlow, Crista Cullen, Alex Danson, Jo Ellis, Cathy Gilliat-Smith, Helen Grant, Charlotte Hartley, Beckie Herbert, Carolyn Reid, Helen Richardson, Chloe Rogers, Beth Storry, Kate Walsh, Lisa Wooding, Lucilla Wright       |